# SPY (ゲーム)
『SPY』（スパイ）は、コウによって制作されたRPGツクール2000製のロールプレイングゲーム。『テックウィンDVD』2005年1月号のコンテストパークにおいてプラチナ賞を受賞した作品であり、フリーウェアとして公開されていた。タイトルの通りスパイが主人公のゲームとなっている。

## 概要
戦争による祖国の危機を救うべく敵国にスパイとして進入し、機密情報の入手を目的とするRPG。複雑かつ詳細な世界観の設定があり、これらの多くは作中の図書館で閲覧することができる。
マルチエンディングを採用しており、主人公の取る行動や能力値により3つのエンディングが用意されている。
2004年12月発売のテックウィン誌上のコンテストパークにて、最高ランクであるプラチナ賞を受賞した。なお、同賞を受賞したのは他に囚人へのペル・エム・フルのみである。

## ストーリー
ジラルダン国の諜報員・シオン・クラートは、敵国ヴァンデッタに潜入し、軍事機密（ヴァンデッタのジラルダン侵攻の意思）の入手を目論む。情報を得るため新聞記者に扮したシオンは、諜報活動の傍ら、様々な人々と出会い、交流を深めていく。母国の運命は彼の情報にかかっている。人脈を駆使し、重要な情報を手に入れ、祖国の危機を救おう。

## 設定
北のヴァンデッタは困窮状態を打開する為、南の隣国・フォンテーヌへと侵攻を開始、電撃的な攻勢で、フォンテーヌの王都を包囲しつつあった。事態に窮したフォンテーヌ王は、西の商業国オルフと大国ジラルダンに援軍を要請した。オルフは中立を守るために援軍の派遣を拒否したが、ジラルダンは国内軍の半数を派遣した。しかし、ジラルダン軍がジラルダンとファンテーヌの国境まで達した時にファンティーヌ王都陥落の報が届く。援軍は間に合わなかった。ジラルダンはヴァンデッタから反感を買った可能性があり、援軍をそのまま国境近くに駐屯、有事に備えた。ジラルダン、ヴァンデッタ両国の緊張状態が高まる中、ジラルダンの長年の宿敵、東の大国バルバードルが突如としてジラルダンに侵攻を開始した。緒戦に奇襲を受けたジラルダン軍は守勢に立たされ、バルバードル軍の王都近くまでの進撃を許してしまった。苦境に陥ったジラルダンは事態の打開を模索、西に派遣した国内軍の半数を召還すれば勝機をつかめるという結論に達した。しかし、迂闊に国境から軍を退けば、ヴァンデッタの侵攻を許すこととなる。ヴァンデッタがバルバードルに呼応して侵攻する意思があるのかを確かめる必要性があった。

## 登場人物
シオン・クラート
本作の主人公。ジラルダン王国の諜報員。29歳。過去に困難な任務を成功させて祖国を勝利に導いてきた凄腕。敵国の軍事機密を入手すべく、ヴァンデッタに訪れる。身分を隠す為、ランスモール新聞社に入社する。
ラクリマ
シオンと同じジラルダン王国の諜報員。「ラクリマ」という名前は偽名で、本名は不明。普段は「エレクトラ・バーンズ」という名前で、パブでピアニストとして働いている。諜報活動以外に何か特別な任務があるが、内容は不明。
ロイ・ハーゲン
シオンが身分を隠す為に務める事になったランスモール新聞社所長。元は、本部の敏腕記者だった。温厚な性格から部下に慕われている。
エドワード・グランツ
ランスモール新聞社の男性記者。専門は、国外の記事。リーターシップがある兄貴分で、所員の中ではベテランの域に入る。
ジアナ・フォール
エドワードの同僚で、女性記者。アーバス地方出身。シオンに仕事の仕方を教えてくれる。主に、世論やゴシップ記事を扱う。文章は得意だが、計算と先読みは苦手。
アル・ハーウィン
ランスモール新聞社の記者。カレドニア地方出身。通称：アル。国内の事件記事を扱う。ジアナの1年後輩。明るい性格。本人曰く、有力者の知人も多いらしい。

## 制作背景
制作の動機についてコウは、『テックウィン』2003年8月号のコンテストパークにおいて銀賞を受賞した作品『REICE』に物足りなさを感じ、「もっと力を込めてゲームを作ってみたい」と思っていたところ、当時見ていたテレビ番組から本作の着想を得たと述べている。そして「全力を尽くすに値する内容」であると確信したため、「手持ちのアイデアすべてを投入」したとしている。公式サイトでは、「これまでの総決算として制作したゲーム」であり、「グラフィックからシステムまで一人でやるのは正直キツかった」が「納得がいくところまで創り込んだ」ため満足だと述べていた。

## 評価
テックウィンコンテストパークでは、「システム的な完成度は非常に高い」と評価されている。そのため「プレーヤーは飽きることなく、ゲームに没頭できるようになっている」作品であると評されており、ストーリーについても高く評価されている。
ベクターの「新着ソフトレビュー」では、「『よくぞここまで』と思わせる緻密な脚本が実にすばらしい」作品と評価されている。「非常にリアリティがあり、緊迫感に満ちたスパイのドラマ」が展開され「あたかも良質のスパイ小説を読んでいるかのような気分に浸ることができる」と評されており、「新聞社の同僚たちをはじめとした、すべての登場人物が非常に魅力的で、存在感をもって描かれている」とも評されている。
『タダで楽しむ!最強ゲーム100 Windows』（インフォレスト）では、「目新しいシステムがいっぱいのスパイRPG」として紹介されており、「しっかりしたチュートリアル」により「システムも難なく受け入れられる」と評されている。また「普通のRPGではあまり好まれない『村人との会話』を逆に利用」した作品である点についても評価されている。
『遊べるゲーム フリー＆シェアソフト厳選160』（成美堂出版）では、「編集部が選ぶ! 興奮したゲームソフトBEST10」の5位として紹介されている。スパイという難しいテーマを「見事にゲーム化」しており、「アドリブでうまく立ち回るスリル」がたまらない作品であると評されている。